# Kodyfikacja
Kodyfikacja – termin przyjmuje kilka znaczeń: ogólne, prawnicze oraz lingwistyczne. W ujęciu ogólnym oznacza on zebranie lub ujęcie czegoś w spójny system określonych norm, a także wynik tego działania. Jako termin prawniczy określa on proces jednorazowego połączenia dużego zespołu przepisów prawnych w jednolity, usystematyzowany zbiór, z którego można interpretować podstawowe normy danej gałęzi prawa. Zadaniem kodyfikacji jest uporządkowanie wszystkich norm tworzących daną gałąź prawa. Natomiast w lingwistyce terminem tym określa się starania mające na celu zdefiniowanie normy jakiegoś języka w postaci pisanej oraz samo ujęcie normy językowej w różnego rodzaju źródłach (zob. kodyfikacja językowa).